# Сід Гейґ
Сід Гейґ, повне ім'я Сідней Едді Мосесян (вірм. Սիդնեյ Էդդի Մոսեսյան, англ. Sidney Eddy Mosesian 14 липня 1939, Фресно, Каліфорнія, США — 21 вересня 2019) — американський актор і продюсер вірменського походження.

## Життєпис
Хейг народився 1939 року в Фресно, дитинство провів у вірменському співтоваристві . Батько — Гейґ Мосесьян, був електриком. Хейг почав свою кар'єру зовсім випадково. Будучи зовсім юним, він, розвиваючись фізично, зіткнувся з проблемами моторної координації, що сподвигло його піти на уроки танців. Уже в сім років Хейг отримав гроші як танцюрист дитячого різдвяного шоу, а потім став учасником водевіль-шоу. Також Хейг показав свій музичний талант, особливо в грі на ударних. Його батьки купили йому барабанну установку, на якій він перепробував весь діапазон музичних стилів, включаючи свінг, кантрі, джаз, блюз і рок-н-рол. Він знайшов легкий спосіб заробляти гроші — за допомогою музики, і уклав звукозаписний контракт. Сингл «Full House» вийшов в 1958 році і дотягнувся до 4 рядка чартів .
Хейг навчався в середній школі, главою факультету драми була Еліс Меррілл, яка заохочувала його почати акторську кар'єру. Меррілл була відомою актрисою Бродвею — тому їй було не складно підтримувати бізнес-контакти Хейга. Якось Меррілл влаштувала подвійне кастинг-шоу, де кілька її друзів з Голлівуду оцінювали різних акторів, щоб просунути їх до фінального кастингу. Представник Голлівуду, музична комедійна зірка 1940-х років Денніс Морган, розгледів талант Хейга — і взяв його на провідну роль у п'єсі. Після цього Морган порадив Сіду продовжити навчання у Сан-Фернандо. Через два роки Хейг потрапив до Лос-Анджелеса для продовження навчання в Пасадена Плейгауз, школу в якій навчалися такі відомі актори, як Роберт Престон, Джин Гекмен і Дастін Гоффман. Пізніше Гейґ перебереться в Голлівуд зі своїм давнім другом і сусідом по кімнаті в Пасадена Плейгауз, Стюартом Марголіном .
Сід Хейг одружився 2 листопада 2007 року на Сьюзен Л. Мосесьян.
Помер 21 вересня 2019 року в Лос-Анджелесі на 81-у році життя.

## Фільмографія
- 1952 — «Шоу Боба Гоупа»
- 1955 — «Димок зі ствола»
- 1959 — «Недоторкані»
- 1962 — «Шоу Люсі»
- 1964 — «Людина від Д.Я.Д.І.»
- 1965 — «Деніел Бун»
- 1965 — « Ларедо»
- 1966 — « кмітливим»
- 1966 — «Бетмен»
- 1966 — «Кривава лазня»
- 1966 — «Зоряний шлях»
- 1967 — « Місія нездійсненна»
- 1967 — «Сталевий жеребець»
- 1967 — «Постріл впритул»
- 1967 — «Літаюча черниця»
- 1968 — «Меннікс»
- 1968 — «Дитина павука»
- 1968 — «До біса героїв»
- 1968 — «Ось - Люсі»
- 1968 — «А ось і нареченої»
- 1971 — «THX 1138»
- 1971 — «Будинок великий ляльки»
- 1972 — «Критичне становище»
- 1972 — «Велика клітка для птахів»
- 1973 — «Чорна мама, біла мама»
- 1973 — «Імператор півночі»
- 1973 — « Коффі»
- 1973 — « Поліцейська історія»
- 1973 — «Дон мертвий»
- 1973 — «За межами Атлантиди»
- 1974 — «Людина на шість мільйонів доларів»
- 1974 — «Ще один арешт»
- 1974 — « Фоксі Браун»
- 1974 — «Завоюй любов Крісті»
- 1974 — «Досьє детектива Рокфорд»
- 1974 — « Жінка-поліцейський»
- 1974 — «Дикі сестри»
- 1976 — «Головоріз»
- 1976 — « Ангели Чарлі»
- 1976 — «Медексперт Квінсі»
- 1977 — « Острів фантазій»
- 1978 — «Вечір у Візантії»
- 1978 — «Зоряна команда Джейсона»
- 1979 — «Дюки з Газзарда»
- 1979 — «Бак Роджерс у двадцять п'ятому столітті»
- 1979 — «Подружжя Гарт»
- 1980 — «Втрачені черевики»
- 1981 — «Блюз Гілл-стріт»
- 1981 — «Чу Чу і Філлі Флеш»
- 1981 — « Каскадери»
- 1981 — «Брет Меверік»
- 1981 — «Галактика жаху»
- 1981 — «Підземні тузи»
- 1982 — "Ті.Дж. Гукер "
- 1982 — « Наслідки»
- 1982 — «Сорок днів Муса-Дага»
- 1983 — «Команда А»
- 1983 — «Опудало і місіс Кінг»
- 1983 — «Великий сищик»
- 1985 — «Макгайвер»
- 1985 — « Дивовижні історії»
- 1985 — «Мученики науки»
- 1986 — «Кувалда»
- 1987 — «О'хара»
- 1987 — «Перевертень»
- 1987 — «Взвод коммандос»
- 1988 — «10 з нас»
- 1988 — «Богиня кохання»
- 1988 — «Полководці»
- 1989 — «Чарівники Забутого королівства 2»
- 1990 — «Заборонений танок»
- 1990 — «Ризиковане заняття»
- 1992 — «Борис і Наташа»
- 1997 — «Джекі Браун»
- 2003 — «Будинок 1000 трупів»
- 2004 — «Убити Білла. Фільм 2»
- 2005 — «Вигнані дияволом»
- 2005 — «Будинок мертвих 2»
- 2006 — «Ніч живих мерців 3D»
- 2006 — «Поклик мертвих»
- 2007 — «Геловін»
- 2007 — «Братство крові»
- 2009 — «Примарний світ Ель Супербісто»
- 2009 — «Сходження чорної місяця»
- 2011 — « Істота»
- 2012 — «Страждання»
- 2012 — «Повелителі Салема»
- 2013 — «Сокира 3»
- 2013 — «Кінотеатр Пені Жахливою»
- 2015 — «Кістяний томагавк»
- 2019 — «Троє з пекла»